# Amphimedon paraviridis
Amphimedon paraviridis es una especie de esponja de la familia Niphatidae, descrita por Jane Fromont en 1993, a partir de un espécimen recolectado a una profundidad de 7 m, en Geoffrey Bay, Isla Magnética, en la Gran Barrera de Coral.

## Distribución y Hábitat
Se encuentra desde Lizard Island hasta Whitsundays en la Gran Barrera de Coral, en aguas poco profundas en lagunas o arrecifes planos a profundidades de 3-4 m, firmemente adherida a sustratos duros.